# Lassie

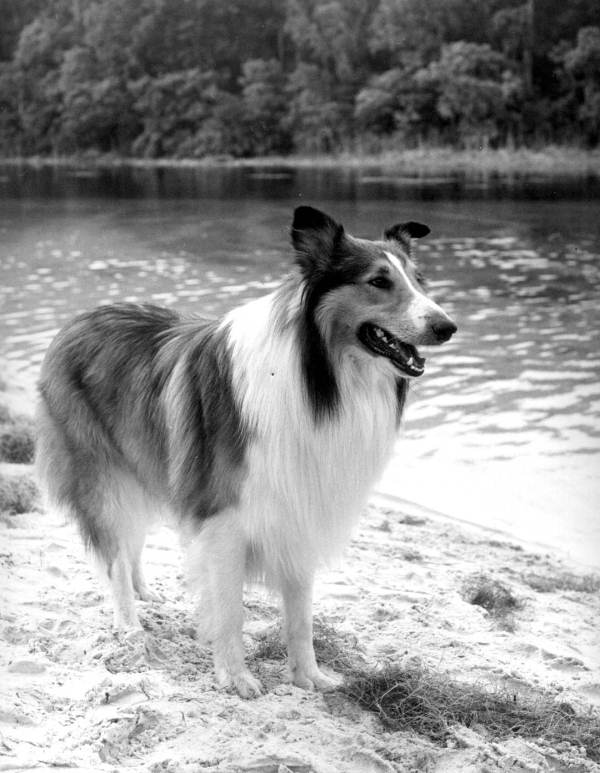
„Lassie“ bei Dreharbeiten 1965

Lassie (Scots für „Mädchen“) ist eine Hündin der Rasse Langhaarcollie und die Hauptfigur von Büchern, Filmen und Fernsehserien.

## Kurzgeschichte
Lassie wurde von dem britisch-US-amerikanischen Schriftsteller Eric Knight geschaffen, der am 17. Dezember 1938 die Kurzgeschichte Lassie Come Home in der Saturday Evening Post veröffentlichte. 1940 folgte eine Veröffentlichung als Roman.
Knights Kurzgeschichte erzählt von einem Jungen aus Yorkshire, der eine besonders schöne und treue Collie-Hündin besitzt, sie aber, als seine Familie in wirtschaftliche Schwierigkeiten gerät, an einen wohlhabenden Adligen verkaufen muss. Weder Junge noch Hündin können die Trennung verwinden, die noch schlimmer wird, als der Adlige sie auf seinen hunderte Kilometer entfernten Landsitz in Schottland bringt. Instinktiv flieht Lassie und versucht, zu dem Jungen zurückzukehren.

## Verfilmungen

### Kino
1943 kam der erste Lassie-Film Lassie Come Home (lief in Deutschland unter dem Titel Heimweh) mit der zehnjährigen Elizabeth Taylor in die Kinos, der sich an die literarische Vorlage anlehnte. Seitdem wurden viele weitere Filme gedreht, die so erfolgreich waren, dass Lassie als einem von drei Hunden, neben Rin Tin Tin und Strongheart, ein Stern auf dem Hollywood Walk of Fame gewidmet wurde.
Am 1. September 2005 lief eine Neuauflage der Geschichte von Lassie in US-amerikanischen Kinos an. Das Drehbuch basiert wieder auf der Geschichte von Eric Knight und wurde von Charles Sturridge geschrieben, der auch Regie führte.

### Fernsehen
In der Fernsehserie Lassie (1954–1973) hatte der Hund eine Reihe von Herrchen, zunächst nacheinander die Bauernjungen Jeff (gespielt von Tommy Rettig) und Timmy (gespielt von Jon Provost), die von dem intelligenten Hund aus allerlei Gefahren gerettet wurden. Später wurde Ranger Corey Stuart (gespielt von Robert Bray) Lassies Besitzer. Nach einer Weile ohne Herrchen kommt Lassie zu dem gehörlosen Mädchen Lucy Baker (Pamelyn Ferdin), bei dem sie bis zum Ende der Serie bleibt. Die Musik zur Serie stammt unter anderem aus der Feder von Fred Strittmatter und Bernhard Kaun.

### Hundedarsteller
Der erste Hund, der Lassie in der Fernsehserie spielte, war ein Rüde namens Pal, dessen Besitzer Rudd Weatherwax ihn auch trainierte. Einige seiner Nachkommen spielten ebenfalls die Rolle Lassies. Lassie wurde meist von Rüden gespielt, da deren Fell voller und „telegener“ als das weiblicher Hunde ist. Für Prominentenauftritte bei Hundeausstellungen gibt es in den USA jeweils ein Tier, das als „offizielle Lassie“ gilt.

### Bücher
Zur Fernsehserie erschien im Engelbert-Verlag ab 1956 die Buchreihe Fernsehhund Lassie (Band 1 und 2 mit Jeff, ab Band 3 mit Timmy):
- Dorothea J. Snow: Das Geheimnis vom Brombeersumpf. 1956 (Band 1).
- Dorothea J. Snow: Hilfe für die Miller-Farm. 1960 (Band 2).
- Doris Schroeder: Das verbotene Tal. 1961 (Band 3).
- Charles S. Strong: Fährte mit Überraschungen. 1960 (Band 4).
- George Giersen: Die Hütte am Schlangengrund. 1963 (Band 5).
- George Giersen: Sturm über Calverton. 1966 (Band 6).
- George Giersen: Im Höhlenlabyrinth. 1966 (Band 7).
- George Giersen: Sturm über Calverton. 1966 (Band 8).
- George Giersen: Rätselhafte Zeichen. 1967 (Band 9).

Ab 1960 erschienen im Tessloff Verlag insgesamt 10 Romane über Lassie.
- Henri Arnoldus: Die Abenteuer eines treuen Hundes. 1960
- Henri Arnoldus: Jeffs treuer Freund bringt Rettung. 1960 / Zweitauflage als: Timmys treuer Freund bringt Rettung
- Henri Arnoldus: Lassie im Schneesturm. 1960
- Henri Arnoldus: Das kluge Tier fängt den Dieb. 1960
- Henri Arnoldus: Einbruch auf der Farm. 1961
- Henri Arnoldus: Der Waldbrand. 1961
- Henri Arnoldus: Der Tiger ist los!. 1961
- Henri Arnoldus: Lassie wird entführt. 1962
- Henri Arnoldus: Der Kampf mit dem Wolf. 1962
- Henri Arnoldus: Lassie gibt nicht auf. 1962

## Filmografie

### Fernsehserien
- Lassie (Fernsehserie 1954–1973, auch Jeff’s Collie oder Timmy and Lassie)
- Lassie’s Rescue Rangers (Zeichentrickserie 1973–1975)[1]
- Lassies neue Freunde (Fernsehserie 1974)
- The New Lassie (Fernsehserie 1989)
- Lassie (Fernsehserie 1997)
- Lassie (Zeichentrickserie 2015)

### Spielfilme
- 1943: Heimweh (Lassie Come Home)
- 1945: Son of Lassie
- 1946: Lassie – Held auf vier Pfoten (Courage of Lassie)
- 1948: Lassies Heimat (Hills of Home, auch Master of Lassie)
- 1949: The Sun Comes Up
- 1949: Lassie in Not (Challenge to Lassie) – Nacherzählung der Geschichte des Terriers Greyfriars Bobby
- 1951: Lassie und die Goldgräber (The Painted Hills)
- 1963: Lassies größtes Abenteuer (Lassie’s Great Adventure), Zusammenschnitt mehrerer Folgen der TV-Serie
- 1965: Lassies Weg nach Hause, Zusammenschnitt mehrerer Folgen der 11. Staffel der TV-Serie
- 1966: Lassie unterwegs, Zusammenschnitt mehrerer Folgen der TV-Serie
- 1967: Lassie geht eigene Wege, Zusammenschnitt mehrerer Folgen der 14. Staffel der TV-Serie
- 1968: Lassie in Handford's Point, Zusammenschnitt mehrerer Folgen der TV-Serie
- 1970: Alle lieben Lassie, Zusammenschnitt mehrerer Folgen der TV-Serie
- 1970: Lassies Kinder (The Miracle), Zusammenschnitt mehrerer Folgen der 17. Staffel der TV-Serie
- 1972: Alles Gute kommt von oben, Zusammenschnitt mehrerer Folgen der TV-Serie
- 1978: Unsere Lassie (The Magic of Lassie)
- 1978: Ein neuer Anfang (Lassie: A New Beginning)
- 1994: Lassie – Freunde fürs Leben (Lassie)
- 2005: Lassie kehrt zurück (Lassie)
- 2020: Lassie – Eine abenteuerliche Reise
- 2023: Lassie – Ein neues Abenteuer